# 乌尔斯河畔洛什
烏爾斯河畔洛什（法語：Loches-sur-Ource，法語發音：[lɔʃ syʁ uʁs]）是法国奥布省的一个市镇，属于特鲁瓦区。

## 地理
乌尔斯河畔洛什（48°3'48"N, 4°30'17"E）面积13.71 平方千米，位于法国大東部大區奥布省，该省份为法国中北部省份，北起马恩省，西接塞纳-马恩省，西南至约讷省，东南至科多尔省，东临上马恩省。
与乌尔斯河畔洛什接壤的市镇（或旧市镇、城区）包括：沙瑟奈、库尔特龙、埃苏瓦、塞纳河畔日耶、朗德勒维尔、阿尔托河畔维维耶、诺埃莱马莱。

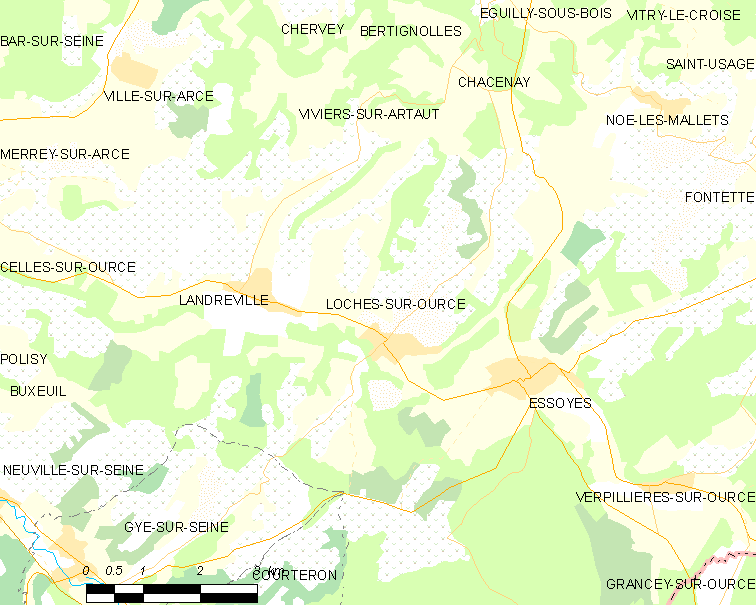
乌尔斯河畔洛什的OSM定位图

乌尔斯河畔洛什的时区为UTC+01:00、UTC+02:00（夏令时）。

## 行政
乌尔斯河畔洛什的邮政编码为10110，INSEE市镇编码为10199。

## 政治
乌尔斯河畔洛什所属的省级选区为塞纳河畔巴尔县。

## 人口

1962-2008年间乌尔斯河畔洛什人口变化图示

乌尔斯河畔洛什于2022年1月1日时的人口数量为350人。